# Saulty
Saulty és un municipi francès situat al departament del Pas de Calais i a la regió dels Alts de França. L'any 2007 tenia 689 habitants.

## Demografia

### Població
El 2007 la població de fet de Saulty era de 689 persones. Hi havia 251 famílies de les quals 58 eren unipersonals (31 homes vivint sols i 27 dones vivint soles), 67 parelles sense fills, 102 parelles amb fills i 24 famílies monoparentals amb fills.
La població ha evolucionat segons el següent gràfic:
Habitants censats

### Habitatges
El 2007 hi havia 279 habitatges, 257 eren l'habitatge principal de la família, 9 eren segones residències i 14 estaven desocupats. 269 eren cases i 7 eren apartaments. Dels 257 habitatges principals, 220 estaven ocupats pels seus propietaris i 36 estaven llogats i ocupats pels llogaters; 2 tenien una cambra, 12 en tenien dues, 28 en tenien tres, 70 en tenien quatre i 145 en tenien cinc o més. 202 habitatges disposaven pel capbaix d'una plaça de pàrquing. A 122 habitatges hi havia un automòbil i a 106 n'hi havia dos o més.

### Piràmide de població
La piràmide de població per edats i sexe el 2009 era:
| Homes | Edats   | Dones |
| ----- | ------- | ----- |
| 0     | 95 o +  | 0     |
| 0     | 90 a 94 | 4     |
| 8     | 85 a 89 | 16    |
| 0     | 80 a 84 | 0     |
| 12    | 75 a 79 | 12    |
| 28    | 70 a 74 | 20    |
| 16    | 65 a 69 | 24    |
| 12    | 60 a 64 | 8     |
| 8     | 55 a 59 | 12    |
| 20    | 50 a 54 | 16    |
| 12    | 45 a 49 | 20    |
| 24    | 40 a 44 | 20    |
| 16    | 35 a 39 | 8     |
| 44    | 30 a 34 | 32    |
| 12    | 25 a 29 | 20    |
| 24    | 20 a 24 | 12    |
| 8     | 15 a 19 | 28    |
| 20    | 10 a 14 | 20    |
| 20    | 5 a 9   | 8     |
| 32    | 0 a 4   | 28    |

## Economia
El 2007 la població en edat de treballar era de 417 persones, 310 eren actives i 107 eren inactives. De les 310 persones actives 270 estaven ocupades (157 homes i 113 dones) i 42 estaven aturades (19 homes i 23 dones). De les 107 persones inactives 35 estaven jubilades, 33 estaven estudiant i 39 estaven classificades com a «altres inactius».

### Ingressos
El 2009 a Saulty hi havia 258 unitats fiscals que integraven 692 persones, la mediana anual d'ingressos fiscals per persona era de 15.061 €.

### Activitats econòmiques
Dels 23 establiments que hi havia el 2007, 1 era d'una empresa extractiva, 2 d'empreses alimentàries, 2 d'empreses de fabricació d'altres productes industrials, 2 d'empreses de construcció, 6 d'empreses de comerç i reparació d'automòbils, 2 d'empreses de transport, 1 d'una empresa d'hostatgeria i restauració, 1 d'una empresa immobiliària, 3 d'entitats de l'administració pública i 3 d'empreses classificades com a «altres activitats de serveis».
Dels 7 establiments de servei als particulars que hi havia el 2009, 1 era una funerària, 2 tallers de reparació d'automòbils i de material agrícola, 2 lampisteries i 2 perruqueries.
Dels 4 establiments comercials que hi havia el 2009, 2 eren fleques, 1 una fleca i 1 una joieria.
L'any 2000 a Saulty hi havia 13 explotacions agrícoles que ocupaven un total de 620 hectàrees.

## Equipaments sanitaris i escolars
El 2009 hi havia 2 escoles elementals.

## Poblacions més properes
El següent diagrama mostra les poblacions més properes.